# James Brockett Tudhope
Pour les articles homonymes, voir Tudhope.
James Brockett Tudhope (21 mars 1858-3 février 1936) est un homme politique canadien de l'Ontario. Il est député fédéral unioniste de la circonscription ontarienne de Simcoe-Est de 1917 à 1921.
Auparavant, il est député provinciale libéral de la circonscription ontarienne de Simcoe-Est de 1902 à 1911.

## Biographie
Né à Oro Township (en) dans le Canada-Ouest, Tudhope crée la Tudhope Carriage Company à Orillia avec ses frères. En 1902, avec son partenaire Harry Anderson, ils forment une compagnie manufacturière d'équipements agricoles. Après un incendie ayant ravagé la compagnie en 1909, il met en place la Tudhope Motor Company pour la conception d'automobiles. Durant la Première Guerre mondiale, la production est convertie pour la production de guerre. En 1928, une nouvelle compagnie spécialiste dans la production de produits métalliques pour des appareils électriques est créée.
Thudhope entame une carrière publique en servant comme préfet et maire d'Orillia.
Le Tudhope Building (en), où se trouvait son entreprise et qui sert d'hôtel de ville d'Orillia depuis 1997, et le J. B. Tudhope Memorial Park sont nommés en son honneur.